# Rudno (Słowenia)
Rudno – wieś w Słowenii, w gminie Železniki. W 2018 roku liczyła 221 mieszkańców.